# Ацетальдегид
Ацетальдеги́д (у́ксусный альдегид, этана́ль, в просторечии — альдоцит, химическая формула — С2H4O или СH3СHO) — органическое соединение, относящееся к классу альдегидов. Является альдегидом этанола и уксусной кислоты.
При стандартных условиях это бесцветная жидкость с резким запахом. Умеренно токсичен, является ирритантом и опасен для окружающей среды.
В больших концентрациях обнаруживается в байцзю, креплёных винах, алкогольных напитках из мезги, яблок, агавы и сахарного тростника.

## Нахождение в природе
Ацетальдегид широко встречается в природе, например, он встречается в кофе, в спелых фруктах, хлебе, и синтезируется растениями в процессе их метаболизма.[источник?]

## Физические свойства
Вещество представляет собой бесцветную ядовитую жидкость при стандартных условиях (0 °C), бесцветный газ с резким запахом, похожим на запах прелых яблок при комнатной температуре (25 °C), хорошо растворяется в воде, спирте, эфире. Из-за очень низкой температуры кипения (20,2 °C) хранят и перевозят ацетальдегид в виде тримера — паральдегида, из которого он может быть получен нагреванием с минеральными кислотами (обычно серной).

## Химические свойства
По своим химическим свойствам уксусный альдегид является типичным алифатическим альдегидом, и для него характерны реакции этого класса соединений. Его реакционная способность определяется двумя факторами: активностью карбонила альдегидной группы и подвижностью атомов водорода метильной группы, вследствие индуктивного эффекта карбонила.
Подобно другим карбонильным соединениям с атомами водорода у α-углеродного атома, ацетальдегид таутомеризируется, образуя енол — виниловый спирт, равновесие почти полностью смещено в сторону альдегидной формы (константа равновесия — только 6⋅10−5 при комнатной температуре):

### Реакция конденсации
Из-за небольших размеров молекулы и доступности в виде безводного мономера (в отличие от формальдегида) ацетальдегид является широко распространённым электрофильным агентом в органическом синтезе. Что касается реакций конденсации, альдегид прохирален. Он используется, в основном, как источник синтона «CH3C+H(OH)» в альдольной и соответствующих реакциях конденсации. Реактив Гриньяра и литий-органические соединения реагируют с MeCHO, образуя производные гидроксиэтила. В одной из реакций конденсации, три эквивалента формальдегида присоединяются, а один восстанавливает образующийся альдегид, образуя из MeCHO пентаэритрит (C(CH2OH)4.)
В реакции Штрекера ацетальдегид конденсируется с цианидом и аммиаком, образуя после гидролиза аминокислоту — аланин. Ацетальдегид способен конденсироваться с аминами образуя имины, так как конденсация циклогексиламина даёт N-этилиден циклогексиламин. Эти имины могут быть использованы для прямой последующей реакции, таких, как альдольная конденсация.
Ацетальдегид также — важный строительный блок для синтезов гетероциклических соединений. Выдающийся пример — конверсия под действием аммиака до 5-этил-2-метилпиридина («альдегид-коллидин»)
Реакция альдольной конденсации обусловлена подвижностью водорода в альфа-положении в радикале и осуществляется в присутствии разбавленных щелочей. Её можно рассматривать как реакцию нуклеофильного присоединения одной молекулы альдегида к другой:
{\displaystyle {\mathsf {CH_{3}{\text{-}}CHO+CH_{3}{\text{-}}CHO\rightarrow CH_{3}{\text{-}}CH(OH){\text{-}}CH_{2}{\text{-}}CHO}}}

### Производные ацеталя
Три молекулы ацетальдегида конденсируются, образуя «паральдегид» — циклический тример, содержащий одиночные С-О связи. Конденсация четырёх молекул даёт циклическое соединение, называемое метальдегид.
Ацетальдегид образует стабильные ацетали при реакции с этанолом в условиях дегидратации. Продукт CH3CH(OCH2CH3)2 называется «ацеталь», хотя термин используется для описания более широкой группы соединений с общей формулой RCH(OR')2.

## Получение
В 2003 году глобальное производство ацетальдегида составляло около миллиона тонн в год.
Ацетальдегид получают следующими способами:
1) Окисление этилена (Вакер-процесс):
{\displaystyle {\mathsf {2CH_{2}{\text{=}}CH_{2}+O_{2}\rightarrow 2CH_{3}CHO}}}
В качестве окислителя в Вакер-процессе используется хлорид палладия, регенерирующийся окислением хлоридом меди в присутствии кислорода воздуха:
{\displaystyle {\mathsf {CH_{2}{\text{=}}CH_{2}+PdCl_{2}+H_{2}O\rightarrow CH_{3}CHO+Pd+2HCl}}}
{\displaystyle {\mathsf {Pd+2CuCl_{2}\rightarrow PdCl_{2}+2CuCl}}}
{\displaystyle {\mathsf {4CuCl+4HCl+O_{2}\rightarrow 4CuCl_{2}+2H_{2}O}}}
2) Гидратация ацетилена в присутствии солей ртути (реакция Кучерова), с образованием енола, изомеризующегося в альдегид:
{\displaystyle {\mathsf {C_{2}H_{2}+H_{2}O{\xrightarrow[{}]{Hg^{2+},H^{+}}}CH_{3}CHO}}}
3) Окисление или дегидрирование этилового спирта, на медном или серебряном катализаторе (данный способ получения доминировал до открытия Вакер-процесса):
{\displaystyle {\mathsf {C_{2}H_{5}OH{\xrightarrow[{}]{Ag,^{o}C}}CH_{3}CHO+H_{2}}}}
{\displaystyle {\mathsf {2C_{2}H_{5}OH+O_{2}{\xrightarrow[{}]{Ag,^{o}C}}2CH_{3}CHO+2H_{2}O}}}

## Применение
Ацетальдегид применяют для получения этилацетата, уксусной кислоты, бутадиена, некоторых органических веществ и альдегидных полимеров.
Ранее ацетальдегид в основном использовался в качестве прекурсора к уксусной кислоте. Такое применение было отвергнуто ввиду того, что уксусная кислота более эффективно производилась из метанола при помощи процессов Монсанто и Катива. В терминах реакции конденсации, ацетальдегид — важный прекурсор к пиридиновым производным, пентаэритролу и кротональдегиду. Мочевина и ацетальдегид конденсируются, образуя смолы. Уксусный ангидрид реагирует с ацетальдегидом, давая этилидендиацетат, из которого получают винилацетат — мономер поливинилацетата.

## Биохимия
В печени ацетальдегид образуется в результате окисления этанола посредством фермента алкогольдегидрогеназы, а затем окисляется в безопасную уксусную кислоту под воздействием альдегиддегидрогеназы. Эти две реакции окисления связаны с восстановлением NAD+ в NADH. Образование уксусной кислоты проходит быстро, и после употребления умеренных доз алкоголя ацетальдегид обнаруживается в крови в крайне малых количествах. Ингибирование альдегиддегидрогеназы приводит к повышению уровня ацетальдегида в крови и вызывает ряд негативных эффектов. В то же время было показано отсутствие негативных эффектов при употреблении малых доз алкоголя у испытуемых, находившихся под воздействием дисульфирама. Ацетальдегид плохо проникает в мозг из кровеносной системы из-за присутствия альдегиддегидрогеназы в гематоэнцефалическом барьере.
В головном мозге главную роль в метаболизме этанола играет каталаза, а также цитохром P450. Полученный таким образом ацетальдегид может взаимодействовать с моноаминами и индоламинами с образованием алкалоидов тетрагидроизохинолинового ряда и тетрагидро-β-карболинов соответственно.
Конечные шаги алкогольной ферментации в бактериях, растениях и дрожжах включают конверсию пирувата в ацетальдегид под действием пируватдекарбоксилазы, после чего — конверсию ацетальдегида в этанол. Последняя реакция снова катализируется алкогольдегидрогеназой, но уже в обратном направлении.

### Употребление алкоголя
Ацетальдегид, полученный из поглощённого этанола, связывает ферменты, образуя аддукты, связанные с заболеваниями органов.
Одним из механизмов врождённой непереносимости алкоголя является накопление ацетальдегида.

### Табачная зависимость
Ацетальдегид — значительная часть дыма табака. Была продемонстрирована синергическая связь с никотином, увеличивающая появление зависимости, особенно у молодёжи.

### Болезнь Альцгеймера
Люди, у которых отсутствует генетический фактор конверсии ацетальдегида в уксусную кислоту, могут иметь большой риск предрасположенности к болезни Альцгеймера. «Эти результаты указывают, что отсутствие ALDH2 — это фактор риска для поздно возникающей болезни Альцгеймера.»

### Канцероген
Ацетальдегид является канцерогеном первой группы. «Существует достаточно доказательств канцерогенности ацетальдегида (основного метаболита этанола) в экспериментах на животных», кроме того, ацетальдегид повреждает ДНК и вызывает несоразмерное с общей массой тела развитие мускулов, связанное с нарушением белкового равновесия организма. В результате исследования 818 алкоголиков ученые пришли к выводу, что у тех пациентов, которые подвергались действию ацетальдегида в большей степени, присутствует дефект в гене фермента алкогольдегидрогеназы. Поэтому такие пациенты подвержены большему риску развития рака верхней части ЖКТ и печени.

### Безопасность
Пары ацетальдегида обладают раздражающим действием на органы дыхания, в высокой концентрации могут вызвать бронхит и пневмонию. Жидкий ацетальдегид при попадании на кожу вызывает гиперемию и инфильтраты. Однако токсичность ацетальдегида намного ниже, чем у формальдегида, например, потому что ацетальдегид в организме быстро окисляется до безвредной уксусной кислоты. Он также является загрязнителем воздуха при горении, курении, в автомобильных выхлопах. Кроме того, этаналь образуется при термической обработке полимеров и пластиков.
При длительном контакте с воздухом могут образоваться пероксиды и произойти взрыв, который может разрушить ёмкость.

#### Санитарно-гигиенические рекомендации[28]
- Кожа: Использование адекватной защитной одежды для предотвращения контакта с кожей.
- Глаза: Использование адекватных средств индивидуальной защиты (СИЗ) глаз
- Переодевание: При намокании (из-за пожароопасности)
- Рекомендации: Установить фонтанчики для промывки глаз, оборудовать места для быстрого переодевания

По российским гигиеническим нормативам, ПДК ацетальдегида в воздухе рабочей зоны 5 мг/м3, в атмосферном воздухе 0,01 мг/м3. В то же время, порог восприятия запаха этого вещества может достигать 1800 мг/м3.